# National Counterterrorism Center
Cet article possède un paronyme, voir Centre national du contre-terrorisme.
Le Centre national de lutte contre le terrorisme (en anglais : National Counterterrorism Center - NCTC) est une organisation du gouvernement fédéral des États-Unis responsable de la lutte contre le terrorisme national et international. Il conseille le gouvernement des États-Unis sur la conduite à tenir face au terrorisme. Ses bureaux se trouvent à McLean en Virginie dans un immeuble appelé Liberty Crossing.
Le NCTC fait partie du bureau du directeur du renseignement national et fait appel aux services d'experts de la CIA, du FBI et du Pentagone, tout comme il fait appel aux services d'autres agences qui fournissent des informations sur des attaques potentielles contre les États-Unis.
En 2012, le procureur général des États-Unis Eric Holder a permis au NCTC de recueillir, stocker et analyser de vastes ensembles de données sur les citoyens américains, données provenant de sources gouvernementales et non gouvernementales qui recherchent des motifs de comportements suspects à l'aide de technologies mettant en jeu des reconnaissances de formes, ainsi que de partager ses observations avec des États étrangers. Cet effort de prévention du crime a été comparé aux activités de l'Information Awareness Office et son projet de surveillance de grande envergure,,,.

## Directeurs
| Période              | Nom                   |         |
| -------------------- | --------------------- | ------- |
| 2004-2005            | John O. Brennan       | intérim |
| 2005-2007            | John Scott Redd       |         |
| 2007-2008            | Michael Leiter        | intérim |
| 2008-2011            | Michael Leiter        |         |
| 2011-2014            | Matthew G. Olsen      |         |
| 2014-2017            | Nicholas Rasmussen    |         |
| 2017-2018            | Russell Travers       | intérim |
| 2018-2019            | Joseph Maguire        |         |
| 2019-2020            | Russell Travers       | intérim |
| avril-août 2020      | Lora Shiao            | intérim |
| août-novembre 2020   | Christopher C. Miller |         |
| Depuis novembre 2020 | Steve Vanech          | intérim |